# ЕПг

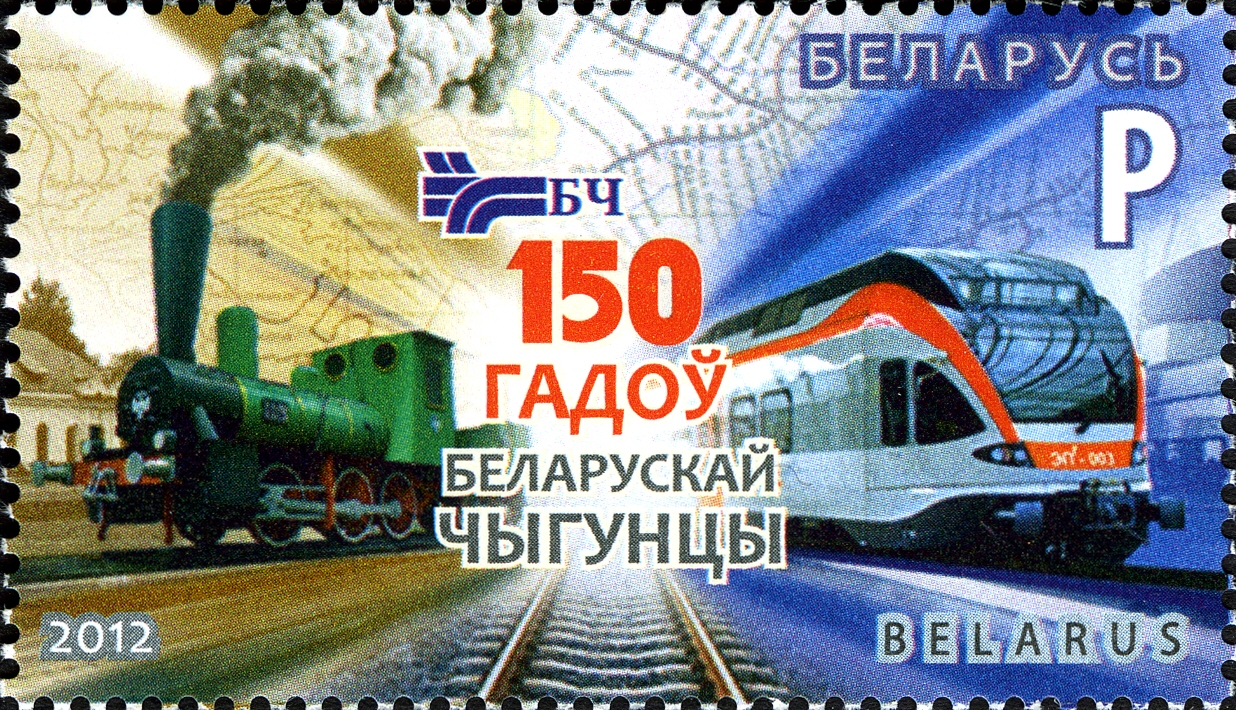
Електропоїзд ЕПм на поштовій марці Білорусі (справа)

ЕПг (рос. ЭПг) (ЭлектроПоезд Городской) — серія електропоїздів, які експлуатує Білоруська залізниця на лініях Мінської міської електрички. Електропоїзди серії ЕПг виробляються швейцарською компанією Stadler Rail AG і відносяться до сімейства моторвагонних рухомих складів «Stadler FLIRT».
На відміну від серії ЕПр вагони укомплектовані сидіннями без підлокітників, скомпонованими за схемою «два+три». Електропоїзди можуть експлуатуватися як в стандартній компоновці з 4-х вагонів, так і по системі багатьох одиниць — в зчепі з 2-х або 3-х електропоїздів.
Обслуговування електропоїздів, так само, як і поїздів регіональних ліній, здійснюється в моторвагонному депо Мінськ-Північний. Планується будівництво спеціалізованого депо на станції Дегтярівка.